# Palicourea adusta
Palicourea adusta är en måreväxtart som beskrevs av Paul Carpenter Standley. Palicourea adusta ingår i släktet Palicourea och familjen måreväxter. Inga underarter finns listade i Catalogue of Life.